# Egypt-Air-Flug 804
Koordinaten: 33° 41′ N, 28° 48′ O
Egypt-Air-Flug 804 (Flugnummer MS804 beziehungsweise MSR804) war ein täglicher Linienflug der Egypt Air vom Flughafen Paris-Charles-de-Gaulle nach Kairo, auf dem in der Nacht vom 18. auf den 19. Mai 2016 ein Airbus A320-232 (Luftfahrzeugkennzeichen: SU-GCC) über dem Mittelmeer aus bisher ungeklärter Ursache abstürzte. Dabei kamen alle Insassen ums Leben.
Der Airbus sollte um 01:10 UTC in Kairo landen. Das letzte Transpondersignal wurde den Radar-Daten zufolge um 00:30 UTC in der normalen Reiseflughöhe von ca. 37.000 Fuß (Flugfläche 370) gesendet. Die Maschine hatte zu diesem Zeitpunkt ungefähr den Bereich der ägyptischen Luftraumüberwachung erreicht und befand sich zwischen der griechischen Insel Kreta und der ägyptischen Stadt Alexandria. Durch das unvermittelte Abstürzen des Flugzeugs aus Reiseflughöhe ohne vorheriges Absetzen eines Notrufs durch die Cockpit-Besatzung war anfangs auch ein Anschlag für möglich gehalten worden. Diese Hypothese wurde 2018 durch französische Ermittler widerlegt. 
Im November 2024, rund acht Jahre nach dem Absturz, wurden zwei sich widersprechende Abschlussberichte der französischen und der ägyptischen Untersuchungsbehörden zu dem Unfall vorgelegt (siehe unten, Untersuchung der Absturzursache).

## Flugzeug
Der Airbus A320-232 mit der Seriennummer 2088 absolvierte am 25. Juli 2003 seinen Erstflug und war seit dem 3. November 2003 auf Egypt Air registriert. Er wurde auf dieser Strecke seit mindestens zwei Monaten erstmals eingesetzt. Zuvor wurde die Strecke regelmäßig mit einer B737-800 geflogen. Der verunglückte Airbus war mit zwei IAE-V2527-A5-Triebwerken ausgestattet. Der Vizevorsitzende von Egypt Air, Ahmed Adel, betonte gegenüber dem Nachrichtensender CNN, dass es keine Hinweise auf Fehlfunktionen gegeben habe und das Flugzeug ohne Mängel gewesen sei. Im technischen Logbuch fänden sich für den Zeitraum von 25 Tagen vor dem Flug keine diesbezüglichen Einträge.

## Passagiere und Besatzungsmitglieder
| Nationalität                       | Anzahl     |
| ---------------------------------- | ---------- |
| Ägypten                            | 30         |
| Frankreich                         | 15         |
| Irak                               | 2          |
| Kanada                             | 1 (oder 2) |
| Belgien                            | 1          |
| Algerien                           | 1          |
| Kuwait                             | 1          |
| Portugal                           | 1          |
| Saudi-Arabien                      | 1          |
| Sudan                              | 1          |
| Tschad                             | 1          |
| Vereinigtes Königreich/ Australien | 1          |
| Gesamt                             | 56         |

An Bord befanden sich 66 Personen, darunter 56 Passagiere, sieben Besatzungsmitglieder und drei Flugsicherheitsbegleiter. Da Maschinen dieses Typs üblicherweise Platz für knapp über 140 Passagiere bieten, bei Egypt Air sogar für 145 Passagiere, darf der Flug als vergleichsweise schwach besetzt gelten. Unter den Passagieren waren 30 Personen mit ägyptischer und 15 Personen mit französischer Staatsbürgerschaft. Zehn weitere Nationalitäten waren in einem Fall (oder in zwei Fällen) mit zwei, ansonsten nur mit einem Passagier vertreten. Der Flugkapitän Mohamed Said Shoukair verfügte über 6275 Flugstunden Erfahrung, davon 2101 Stunden auf dem Flugzeugtyp, der Erste Offizier über eine Gesamt-Flugerfahrung von 2675 Flugstunden. Unter den Passagieren befanden sich der Direktor von Procter & Gamble in Amiens, Ahmed Helal, und die ägyptische TV-Schauspielerin Mervat Zakaria, die in den 1980er-Jahren eine Hauptrolle in der Seifenoper The Journey of Mr. Abo el-Ella al-Bershery gespielt hatte.

## Flugverlauf

Schematische Darstellung der Route von Flug MS804 ^{Anmerkung}

Schematische Darstellung der vorangegangenen Flüge der Egypt Air-Maschine seit dem 18. Mai 2016 (angegebene Zeiten sind Abflugzeiten nach jeweiliger Ortszeit)

Der Airbus A320-232 hob am 18. Mai 2016 um 23:21 Uhr Ortszeit (21:21 Uhr UTC) mit 36 Minuten Verspätung vom Flughafen Paris-Charles-de-Gaulle ab und sollte am 19. Mai um 03:10 Ortszeit (01:10 Uhr UTC) auf dem Flughafen Kairo-International landen. Nach dem Start stieg die Maschine noch in Frankreich auf ihre Reiseflughöhe von 37.000 Fuß (ca. 11.300 m), die sie etwa 24 Minuten nach dem Start gegen 23:45 Uhr MESZ (21:45 Uhr UTC) erreichte. Anschließend überquerte die Maschine die Schweiz, Italien, das Adriatische Meer, Kroatien, Albanien, Griechenland und schließlich ab etwa 01:50 MESZ (23:50 Uhr UTC), nach dem Überfliegen von Athen, erneut das Mittelmeer, wobei zuletzt Kreta mit einigen Kilometern Abstand auf der nordöstlichen Seite passiert wurde.
Gegen 02:30 MESZ (00:30 Uhr UTC) flog die Maschine südöstlich von Kreta gerade in den Bereich der ägyptischen Luftraumüberwachung ein, als der Radarkontakt zur Maschine auf Reiseflughöhe abrupt abbrach. Dem griechischen Verteidigungsminister Panos Kammenos zufolge soll das Flugzeug in rund 11.000 m Höhe zunächst eine 90-Grad-Kurve nach links geflogen sein und dabei rapide an Höhe verloren haben. Anschließend flog die Maschine eine 360-Grad-Kurve nach rechts, bevor sie in rund 4.570 m Höhe von den Radarbildschirmen verschwand. Diese Aussagen stützen sich auf Radaraufzeichnungen des griechischen Militärs. Von ägyptischer Seite wurde dem zunächst widersprochen. Demnach riss der Radarkontakt zur Maschine in 37.000 Fuß Flughöhe schlagartig ab, ohne dass Kursänderungen erfolgten. Einem neu vorgelegten Zwischenbericht der französischen Untersuchungsbehörde für Flugunfälle (BEA) am 14. Juni 2016 ist zu entnehmen, dass der ägyptischen Untersuchungskommission in Kairo nunmehr Radardaten des ägyptischen Militärs vorgelegt wurden, die den auffälligen Kurswechsel nach links mit dem abschließenden Vollkreisflug rechts herum kurz vor dem Absturz bestätigten.
Die letzte bekannte Position des Flugzeugs befindet sich etwa 240 km südöstlich der griechischen Insel Karpathos in einem Bereich des Levantischen Meeres mit einer Tiefe von 2000 bis über 4000 Metern. Am 21. Mai bestätigte ein BEA-Sprecher Medienberichte, nach denen das ACARS-System der Maschine Minuten vor dem Absturz Meldungen abgesetzt habe einerseits über Rauch in einer Flugzeugtoilette und in dem Bereich, in dem die Avionik untergebracht ist, andererseits über das Abschalten einiger Systeme. Die Aufzeichnung der Daten endete, während sich das Flugzeug noch immer auf Reiseflughöhe befand.

## Suche
Unter der Leitung eines Rescue Coordination Centers beteiligten sich die zuständigen SAR-Dienste von Ägypten, Griechenland, Frankreich und anderen Ländern mit Flugzeugen und Schiffen an der Suche nach der Maschine bzw. Spuren von ihr in einem rund 74 km² großen Suchgebiet.
Am Vormittag des 20. Mai meldete das ägyptische Militär den Fund von Trümmerteilen, persönlichen Gegenständen und Sitzen sowie Körperteilen von Insassen der abgestürzten Maschine im Mittelmeer, und zwar rund 290 km nördlich der ägyptischen Hafenstadt Alexandria, was von Egypt Air gegenüber der BBC bestätigt wurde. Die Raumfahrtagentur ESA teilte mit, dass der Radarsatellit Sentinel-1A ca. 40 Kilometer südöstlich der letzten bekannten Position des A320 möglicherweise einen rund zwei Kilometer großen Ölfleck auf dem Wasser lokalisieren konnte. Drei Mitarbeiter der BEA sowie ein Vertreter von Airbus unterstützen die ägyptischen Behörden vor Ort bei der Untersuchung.
Am 1. Juni teilte ein BEA-Sprecher mit, das französische Spezialschiff Laplace mit drei speziellen Detektoren zur Unterwasserortung an Bord habe die Signale eines Flugschreibers empfangen. Ein weiteres Spezialschiff, die John Lethbridge, die mit einem ferngesteuerten Tauchroboter für Tiefsee-Operationen ausgerüstet ist, wurde ebenfalls ins Suchgebiet u. a. zur exakten Ortung und Bergung der Flugschreiber entsandt. Die Hersteller der Flugschreiber hatten das Aussenden der Unterwasser-Peilsignale bis mindestens zum 24. Juni 2016 zugesichert.
Am 15. Juni teilte die ägyptische Untersuchungskommission mit, dass die John Lethbridge mehrere Stellen mit Wrackteilen gefunden habe, die von dem abgestürzten Flugzeug stammen sollen. Es seien erste Bildaufnahmen übermittelt worden und es werde eine Karte der Fundstellen erstellt. Des Weiteren wurde betont, dass sich alle bisher gefundenen Teile noch im Besitz der Strafverfolgungsbehörden befinden und kriminaltechnologischen Standarduntersuchungen unterzogen werden. Erst nach deren Abschluss würden sie zur technischen Untersuchung freigegeben. Einen Tag später, am 16. Juni, konnte die John Lethbridge die Speichereinheit des beschädigten und in mehrere Teile zerbrochenen Stimmenrekorder (CVR) mittels eines Tauchroboters bergen. Die intakte Speichereinheit wurde für weitere Analysen nach Alexandria gebracht. Auf gleiche Weise wie der CVR wurde einen weiteren Tag später auch die Speichereinheit des ebenfalls in mehrere Teile gebrochenen Flugdatenschreibers (FDR) der Maschine geborgen. Die Kartierung der auf dem Meeresboden verteilten Wrackteile wurde von der John Lethbridge fortgesetzt.

## Untersuchung der Absturzursache
Die geborgenen Speichereinheiten der Flugschreiber wurden zunächst der ägyptischen Generalstaatsanwaltschaft ausgehändigt, die sie dann nach Freigabe an den technischen Untersuchungsausschuss bei der Zentralabteilung für Flugunfälle im ägyptischen Ministerium für Zivilluftfahrt weiterleitete.
Am 18. Juni 2016 begannen die ersten Untersuchungen der Speichereinheiten unter Mitwirkung französischer und amerikanischer Spezialisten sowie Technikern des Flugzeugherstellers mit einem aufwändigen Trocknungsverfahren. Zunächst wurden dabei die Speicher-Chips von Salzablagerungen befreit, da es mindestens einen Schaltkreis gab, der das fehlerfreie Auslesen des Speichers zunächst verhinderte.
Laut den Aufzeichnungen des Flugschreibers soll im vorderen Teil des Flugzeugs ein Feuer ausgebrochen sein. Es soll zudem Versuche gegeben haben, das Feuer zu löschen. Dies steht in Übereinstimmung mit den vorherigen ACARS-Warnmeldungen, die aus der Flugzeugtoilette und der vorderen Avionik abgesetzt wurden.
Am 16. September 2016 vermeldete die französische Zeitung Le Figaro, dass an den Wrackteilen Sprengstoffspuren gefunden worden sein sollen. Das ägyptische Luftfahrtministerium bestätigte am 15. Dezember 2016, dass an Absturzopfern ebenfalls Sprengstoffreste festgestellt worden seien. Entsprechend wurde insbesondere seitens der ägyptischen Behörden, wie von Anfang an, ein Anschlag vermutet, während die französischen Untersuchungen keine weiteren Sprengstoffanhaftungen fanden. Die französischen Ermittler beklagten sich über eine mangelnde Zusammenarbeit der Ägypter und vermuteten einen explodierten Tablet-Computer und einen daraus entstandenen Brand in unmittelbarer Nähe zum Cockpit als Absturzursache.
Ende Mai 2018 verwarfen auch die ägyptischen Unfallermittler die These eines gezielten Anschlags und sprachen ebenfalls von einem Feuer an Bord der Maschine als Absturzursache. Die BEA kritisierte die intransparente und wenig kooperative Arbeitsweise ihrer ägyptischen Kollegen und forderte diese auf, „im Interesse der Luftverkehrssicherheit“ der Hypothese eines Feuers an Bord weiter nachzugehen.
In einem Bericht der französischen Justiz vom April 2019 wird den Piloten vorgeworfen, technische Mängel an der Maschine, die auf fünf vorangegangenen Flügen wiederholt aufgetreten waren, nicht gemeldet zu haben. Eine fehlende Sorgfalt bei der Durchführung von Wartungsarbeiten habe demnach die Lufttüchtigkeit der Maschine beeinträchtigt. Der Vorsitzende von Egypt Air, Ahmed Adel, widersprach der geäußerten These.
Im November 2024, rund acht Jahre nach dem Absturz, wurden zwei sich widersprechende Abschlussberichte zu dem Unfall vorgelegt.
Nach dem Untersuchungsbericht der französischen Behörde wird ein technischer Defekt im Sauerstoffversorgungssystem auf der Copilotenseite als wahrscheinlichste Ursache angesehen, der sich vermutlich als Überdruck äußerte. Die ägyptische Behörde geht jedoch von einer Explosion in der vorderen Bordküche (Galley) aus, möglicherweise durch Sprengstoff ausgelöst. In beiden Berichten wird nicht mehr das Rauchen einer Zigarette als wahrscheinlicher Auslöser angesehen.

### MS804 im Kontext anderer Flugunfallermittlungen Ägyptens
Es ist nicht das erste Mal, dass ägyptische Ermittler bei einer multinationalen Flugunfalluntersuchung der Absturzthese der mit ihnen kooperierenden Ermittler widersprechen:
- Am 31. Oktober 1999 stürzte eine Boeing 767 auf dem Egypt-Air-Flug 990 vor der Küste der USA in den Atlantik, wobei alle 217 Personen an Bord starben. Die US-amerikanische Flugsicherheitsbehörde (NTSB) kam auf Grund von Auffälligkeiten bei der Aufzeichnung des Stimmenrekorders[54] und Ermittlungen im Umfeld des Ersten Offiziers Gamil El-Batouti zu dem Ergebnis, dass dieser die Maschine habe absichtlich abstürzen lassen, da ihn eine Disziplinarmaßnahme wegen sexuellen Fehlverhaltens erwartete. Die ägyptischen Ermittler widersprachen der Suizidthese und führten den Absturz in ihrem Abschlussbericht auf einen Kontrollverlust infolge eines Höhenruderdefekts zurück, den das NTSB wiederum ausschloss. Die Kontroverse zwischen dem NTSB und den ägyptischen Ermittlern konnte nie aufgelöst werden.

- Am 31. Oktober 2015 stürzte ein Airbus A321-200 auf dem Kogalymavia-Flug 9268 in ein Wüstengebiet auf der Sinai-Halbinsel, wobei alle 224 Insassens starben. Am selben Tag bekannte sich Wilayat Sinai, der ägyptische Ableger des Islamischen Staates dazu, den Absturz des Flugzeugs als Vergeltung für Russlands Eingreifen in den Syrienkrieg absichtlich herbeigeführt zu haben und stellte unscharfe, nicht verifizierte, Videoaufnahmen ins Netz, auf denen ein im Flug explodierendes Flugzeug zu sehen war.[55][56] Die Flugsicherheitsbehörde Russlands bestätigte einen Tag später, dass der Airbus in der Luft auseinandergebrochen sei, der Leiter des FSB, Alexander Bortnikow erklärte am 17. November, dass an einem Sprengstoffanschlag als Absturzursache kein Zweifel bestehe. Diesen Umständen ungeachtet führten ägyptische Ermittler den Absturz bereits sehr früh auf einen technischen Defekt zurück und hielten ihre These, wohl in Sorge um negative Folgen für die Tourismusindustrie im Land, monatelang aufrecht, bis sie sich schließlich am 24. Februar 2016 der Anschlagsthese anschlossen.[57]

Das Ergebnis entspricht der Arbeit der ägyptischen Luftfahrtbehörde bei früheren Ermittlungen. So lenke sie die Aufmerksamkeit weg von möglichen ägyptischen Verantwortlichen – der Fluggesellschaft und der Flugzeugbesatzung – und befördere gleichzeitig Spekulationen über mögliche Sicherheitslücken auf dem Flughafen Paris-Charles-de-Gaulle.

## Reaktionen
- Egypt Air änderte noch am 19. Mai 2016 mit sofortiger Wirkung die Flugnummer des weiterhin täglich stattfindenden Linienflugs von Paris nach Kairo von 804 auf 802. Der Hinflug von Kairo nach Paris trägt nun die Flugnummer 801 anstatt 803.[58]